# Harold Faltermeyer
Harold Faltermeyer (født Harald Faltermeier, 5. oktober 1952)er en synthpop producer og keyboardspiller fra Tyskland.
Han er bedst kendt for at skrive og komponere 'Axel F', det elektronisk tema for Beverly Hills Cop og Top Gun Anthem soundtrack fra Top Gun

## Diskografi
- Harold f (1988)